# Kundenzufriedenheit
Kundenzufriedenheit liegt in der Betriebswirtschaftslehre, in der Verkaufs- und in der Handelspsychologie vor, wenn die Kundenerwartungen bei einem Produkt oder einer Dienstleistung vollständig erfüllt werden.

## Allgemeines
Auch allgemein tritt in der Psychologie Zufriedenheit ein, wenn die Erwartungen eines Individuums erfüllt werden. Stimmt die Ist-Leistung mit der Soll-Leistung überein, liegt Kundenzufriedenheit vor.

## Messung
Der Soziologe Günter Wiswede stellte 1980 im Rahmen der Zufriedenheitsmessung folgende Gleichung auf, wobei die Zufriedenheit {\displaystyle Z} das Ergebnis der Gegenüberstellung vom bisher Erreichten {\displaystyle E_{i}} zum noch zu Erstrebendem {\displaystyle E_{s}} ist:
{\displaystyle Z={\frac {E_{i}}{E_{s}}}}.
Zufriedenheit ist also die Gegenüberstellung von Istwerten und Sollwerten im Hinblick auf einen bestimmten Sachverhalt. Bei der Kundenzufriedenheit werden die erreichten Istwerte dem angestrebten Sollwert (Kundenerwartung) im Rahmen eines Soll-Ist-Vergleichs gegenübergestellt.
Die verbreitetsten Messansätze für Kundenzufriedenheit stützen sich stark auf sozialwissenschaftliche Methodik (siehe auch Meinungsforschung, Kundenzufriedenheitsanalyse).

## Kundenerwartungen
Die Kundenerwartungen lassen sich in folgende Kriterien einteilen:
| Leistung                | Kundenerwartung |
| ----------------------- | --- |
| Preis                   | Kundennutzen, Preisgünstigkeit, angemessenes Preis-Leistungs-Verhältnis                                                                    |
| Produktqualität         | verständliche Gebrauchsanleitung, Bedienbarkeit, Funktionalität, individuelle Kundenlösungen, Komfort, Leistungsfähigkeit, Zuverlässigkeit |
| Dienstleistungsqualität | Fachkompetenz, Höflichkeit, Komfort, Pünktlichkeit, Schnelligkeit, Zuverlässigkeit                                                         |
| Produktionsprozess      | Ordnung, Produktionsstruktur, Sauberkeit, einwandfreier Zustand der Produktionsanlagen, Wartezeiten                                        |
| Vertriebsprozess        | Flexibilität, Fachkompetenz, Höflichkeit, Liefertreue, Pünktlichkeit, Schnelligkeit                                                        |
| Kundendienst            | Fachkompetenz, Gewährleistung, Kulanz, Beschwerden und Reklamationen, Zuverlässigkeit                                                      |
| Callcenter              | Erreichbarkeit, Fachkompetenz, Höflichkeit, Schnelligkeit, keine Telefonwarteschleife                                                      |
| Unternehmen             | Markenimage, Reputation |

Jeder Kunde kann diese Kriterien unterschiedlich gewichten oder ihnen verschiedene Prioritäten beimessen. Die Kriterien sind nicht vollständig, so dass Kunden auch andere Erwartungen haben können. An diesen Kundenerwartungen müssen sich die Güterangebote der Unternehmen messen lassen.

## Arten
Es gibt die statische und dynamische Kundenzufriedenheit. Die dynamische Betrachtung der Kundenzufriedenheit im Zeitablauf stellt eine Weiterentwicklung der statischen Betrachtung dar. Diese sogenannte Zufriedenheitsdynamik erweitert die statische Betrachtung, wodurch Zufriedenheit als reines Nachkaufphänomen betrachtet wird, für eine prozessorientierte Untersuchung der Entwicklung der Zufriedenheit dynamisch im Zeitablauf. Die bislang vorherrschende Konzentration der Zufriedenheitsforschung auf statische Analysen erschließt sich aus methodischen Problemen, mit den zur Untersuchung der Zufriedenheitsdynamik erforderlichen Längsschnittanalysen.

## Zufriedenheitsgrad
Der Zufriedenheitsgrad {\displaystyle ZG} ist eine Kennzahl, welche die tatsächlich erreichten Istwerte {\displaystyle I} den Erwartungen (Sollwerte) {\displaystyle E} gegenüberstellt:
{\displaystyle Z={\frac {E_{i}}{E_{s}}}}.
Formal ist der Zufriedenheitsgrad mit dem Zielerreichungsgrad identisch. Liegt der Zufriedenheitsgrad bei 100 %, wurden sämtliche Erwartungen erfüllt, bei 0 % ist völlige Unzufriedenheit vorhanden. Zufriedenheitsgrade von über 80 % drücken hohe Zufriedenheit aus, während bei Zufriedenheitsgraden von unter 50 % von Unzufriedenheit gesprochen werden muss. Hohe Zufriedenheitsgrade sind die Voraussetzung dafür, dass die Arbeitsleistung (Arbeitszufriedenheit), Mitarbeiterleistung (Mitarbeiterzufriedenheit) oder Güternachfrage (Kundenzufriedenheit) stabil bleiben oder steigen.
Analog zu der aus dem Arbeitsstudium bekannten Normalleistung wird den Kundenerwartungen eine Mitarbeiterleistung gegenübergestellt, die von den Mitarbeitern „normale“ Anstrengungen bei der Erfüllung der Arbeitsaufgaben abverlangt. Ein Zufriedenheitsgrad von mindestens 80 % kann als untere Normalleistung anerkannt werden. Der Zufriedenheitsgrad kann durch eine Kundenbefragung ermittelt werden und liefert Hinweise über die Kundenbindung und das Marktpotenzial.

## Folgen der Kundenzufriedenheit
Kundenzufriedenheit wird als ein wichtiger Eckpfeiler der markt- und kundenorientierten Unternehmensführung angesehen, denn eine hohe Kundenzufriedenheit führt zu einer (positiven) Beeinflussung von:
- der Weiterempfehlungsbereitschaft
- dem Wiederkaufverhalten,
- dem Kauf weiterer Produkte des Unternehmens („Cross-Buying-Bereitschaft“),
- der Bereitschaft, für das Produkt einen höheren Preis zu bezahlen

und ermöglicht dem Anbieter:
- Erweiterung der Zielgruppen,
- Entwicklung der Preispolitik,
- Optimierung der Produktpolitik,
- kostengünstige Werbung für das angebotene Produkt,
- Generierung von Empfehlungen oder Referenzen,
- Steigerung der Kundenbindung.

Zufriedene Kunden können als aktive Referenz wirken, d. h., sie erzählen anderen von ihren positiven Erfahrungen und sind bereit ein Produkt bzw. eine Dienstleistung weiterzuempfehlen (Net Promoter Score). Auf Dauer kann sich Kundenzufriedenheit zur betriebswirtschaftlich erwünschten Kundenloyalität verfestigen (Markenloyalität bzw. Geschäfts- oder Ladenloyalität). Auf der anderen Seite sind unzufriedene Kunden für jedes Unternehmen eine große Gefahr. Es hat sich gezeigt, dass unzufriedene Kunden ihre negativen Erlebnisse deutlich häufiger weitererzählen als ihre positiven. Zudem wandern enttäuschte Kunden vom Unternehmen ab und wechseln zu einem anderen Anbieter. Mit einer guten Qualitätssicherung und einem Beschwerdemanagement kann dieser Abwanderung vorgebeugt, die Kunden an ein Unternehmen gebunden werden. Permanent unzufriedene Kunden können unter Umständen vom Unternehmen auch ausgeschlossen werden (Kundenausgrenzung, Demarketing).
Bei der Kundenzufriedenheit spielt unter anderem die Produktqualität oder Dienstleistungsqualität und – speziell im Handel – die Möglichkeit von Artikelalternativen im Sortiment eine Rolle. Die Kundenzufriedenheit ist eine vom Kunden wahrgenommene Erfüllung sowohl seiner selbstverständlichen Erwartungen (Basisfaktoren) als auch seiner ausdrücklich geäußerten Wünsche (Leistungsfaktoren). Konsequenterweise müssen dann an dieser Stelle auch die Begeisterungsfaktoren genannt werden, die – wie Basis- und Leistungsfaktoren – von Noriaki Kano eingeführt wurden. Letztere sind solche Faktoren, mit denen es gelingt, genau das auszulösen, was Kunden am stärksten an ein Unternehmen bindet: Begeisterung. Sie werden von den Kunden nicht erwartet und beeinflussen die Zufriedenheit deshalb ausschließlich positiv. Kano definiert daneben mehrere weitere Faktoren, die allerdings für die Messung und das Management der Kundenzufriedenheit von nachrangiger Bedeutung sind.

## Basisfaktoren und Leistungsfaktoren
Die Unterscheidung zwischen Basisfaktoren und Leistungsfaktoren geht auf die Zwei-Faktoren-Theorie (Herzberg) zurück. Auf dieser Typologie aufbauend entwickelte Kano das nach ihm benannte Kano-Modell, in welchem er eine Reihe weiterer Faktoren einführte:
- Begeisterungsanforderungen (werden vom Kunden nicht erwartet, aber, wenn vorhanden, geschätzt),
- unerhebliche Faktoren (werden vom Kunden weder erwartet noch geschätzt, aber auch nicht zurückgewiesen),
- zurückgewiesene Faktoren (werden vom Kunden als nicht vorhanden erwartet).

### Basisanforderungen
Zu diesen zählen alle Leistungskomponenten, deren Erfüllung der Kunde stillschweigend voraussetzt. So geht der Kunde davon aus, dass sein Kundenauftrag  vereinbarungsgemäß und pünktlich erfüllt wird und dass ihm nur die Leistungen (Produkte) in Rechnung gestellt werden, die tatsächlich erbracht (geliefert) wurden. Werden sie nicht erfüllt, macht das den Kunden unzufrieden. Grundanforderungen werden vom Kunden für selbstverständlich gehalten. Werden diese übertroffen, so honoriert der Kunde diese Leistung in der Regel nicht.

### Leistungsanforderungen
Dabei handelt es sich um vom Kunden ausgesprochene Erwartungen (Spezifikationen) und messbare Leistungsanforderungen. Entsprechen sie den Erwartungen nicht voll, kommt Unzufriedenheit auf – werden die Erwartungen übertroffen, steigt die Zufriedenheit. Leistungsanforderungen können mit den klassischen Methoden der Marktforschung (mündliche oder schriftliche Befragungen) erfasst werden.
Unzufriedenheit kann drei Ursachen haben: überhöhte Erwartungen des Kunden, mangelhafte Leistung des Anbieters oder beides. Im Rahmen des Customer-Relationship-Managements sollen Kunden mit überhöhten Erwartungen identifiziert werden und entweder „umerzogen“ oder die eigenen Leistungen entsprechend angepasst werden (siehe auch Customer Care Concept).

## Customer-Experience-Management
Das Customer-Experience-Management (CEM) setzt auf solchen Analysen auf, um positive Kundenerfahrungen zu schaffen. Damit setzt CEM nicht nur auf direkte Auswirkungen wie etwa Kaufbereitschaft, Umsatz oder die Nutzungsintensität, sondern ganz gezielt auch auf indirekte Effekte wie die Mundpropaganda. Im Vergleich zu CEM definiert sich das Customer-Relationship-Management (CRM) weniger über die tatsächlichen Präferenzen individueller Kunden, sondern mehr aus der Unternehmens-Perspektive heraus über den Umgang mit Kundendaten wie z. B. Alter, Wohnort, Vorlieben. Kritiker des klassischen Ansatzes sehen deshalb in CRM eine Diskrepanz zwischen der Herangehensweise des Unternehmens zu vermuteten Kundenerwartungen und deren tatsächlichen Vorstellungen. Der Einsatz von CEM hingegen ist mehr eine Frage der grundsätzlichen Kundenorientierung des Unternehmens.

## Kundenzufriedenheitsindex (Customer-Satisfaction-Index)
Der Kundenzufriedenheitsindex bzw. Customer-Satisfaction-Index ist ein aufwändiges und aussagekräftiges Analyseinstrument zur Charakterisierung der Entwicklung der Kundenzufriedenheit. Zur Ermittlung des Kundenzufriedenheitsindex wird die Zufriedenheit der Kunden mit einzelnen Kriterien (als Differenz der Leistungsanforderungen und wahrgenommenen Leistung) sowie die Bedeutung dieser Zufriedenheitsbereiche erfragt. Als Zielvariable für die Gewichtung dient die Loyalität. Die so ermittelten Kerngrößen Ist-Zufriedenheit und Wichtigkeit fließen dann in die Berechnung des Kundenzufriedenheitsindex (CSI) ein.
Die Kennzahl (KPI) erlaubt einen Vergleich über mehrere Perioden im Sinne einer Trendanalyse und eignet sich für interne bzw. externe Betriebsvergleiche (Benchmarking). Im Weiteren wird der CLI (Customer-Loyalty-Index bzw. Kundenbindungsindex) unterschieden.
Weitere Instrumente im Kundenzufriedenheitsmanagement sind der Net Promoter Score und der CSP (Customer Satisfaction Power). Dieser Gradmesser der Kundenzufriedenheit kombiniert die Erwartung mit der vom Befragten abgegebenen Bewertung eines Produkts oder dessen Eigenschaften. Grundlage für die Messung der Erwartungshaltung ist das Kano-Potenzial, das für jede befragte Person gleichzeitig mit der Bewertung der Eigenschaft erhoben wird.

## Wirtschaftliche Aspekte
Die Kundenzufriedenheit dient als Indikator für die Qualität von Kundenbindungsmaßnahmen und Qualitätsmanagement. Sie spielt eine zentrale Rolle in der aktuellen Marketingtheorie und -praxis, daher ist das Management der Kundenzufriedenheit zu einer wichtigen Herausforderung für viele Manager geworden, insbesondere für Handelsmanager, aber z. B. auch in Non-Profit-Organisationen. Bei der Bestimmung der optimalen Kundenzufriedenheit ist der Kundenwert zu berücksichtigen.
Wenn ein Kunde seine Erwartungen an die Leistung erfüllt sieht, also der Ist-Zustand dem Soll-Zustand entspricht, ist der Kunde zufrieden. In diesem Fall spricht man von Konfirmation. Wenn die Erwartungen übertroffen werden, wird der Kunde begeistert. Hier wird auch von positiver Diskonfirmation gesprochen. Wenn die Erwartungen dagegen nicht erfüllt werden, also die Ist-Leistung unter der Soll-Leistung liegt, wird der Kunde enttäuscht oder befindet sich im Zustand der negativen Diskonfirmation. Unter Berücksichtigung von Lernprozessen kann das Learn Paradox eintreten: „Zufriedene Erstkäufer können zu unzufriedenen Wiederholungskäufern werden. Unzufriedene Erstkäufer können zu zufriedenen Wiederholungskäufern werden.“ Zufriedenheit belohnt die Verkäufer mit Ladentreue, Markentreue, Produkttreue oder Stammkunden. Unzufriedenheit äußert sich durch Beschwerden, Reklamationen und Retouren.
Häufig wird die Kundenzufriedenheit über Umfragen für einen Betrieb ermittelt, um Ansätze zu finden, die Kundenzufriedenheit und die meist damit verbundene Kundenbindung zu verbessern. Die Messung der Kundenzufriedenheit wird auch im Rahmen des Qualitätsmanagements gemäß der ISO-9000-Normenreihe gefordert. Als verlässliche Methode, Kundenzufriedenheit zu überprüfen, gilt in Deutschland das Forschungsprojekt Kundenmonitor Deutschland.